# Back to the Future (игра, 1989)
Back to the Future (с англ. — «Назад в будущее») — аркадная видеоигра, выпущенная исключительно в Северной Америке для приставки Nintendo Entertainment System в сентябре 1989 года. Сюжет игры основан на событиях одноимённого фильма 1985 года. Back to the Future была разработана австралийской студией Beam Software и издана американской компанией LJN. Игра критиковалась за несхожесть с фильмом, графику, звук и управление.

## Игровой процесс
Игрок управляет Марти Макфлаем, попавшим из 1985 года в 1955 год, собирая иконки с изображениями часов, чтобы пройти на следующий уровень и помочь Марти не исчезнуть из реальности (индикатором является семейный снимок внизу экрана). Если фотография исчезнет полностью, Марти потеряет жизнь и начнёт растворяться в воздухе. Если игрок соберёт определённое количество часов, фотография не исчезнет. При всём этом, Марти должен избегать хулиганов, пчёл, люков, мужчин со стеклянными панелями, девушек с обручами и других препятствий. Главный герой не может перестать бежать, поэтому он передвигается постоянно.  
Два бонуса могут помочь улучшить контроль Марти: шары для боулинга, которые уничтожают врагов, и скейтборд, который ускоряет игровой процесс. В конце каждого из этапов также есть по одной мини-игре, в которых Марти выталкивает банду хулиганов Биффа Таннена из кафе Lou’s Café, блокирует поцелуи его матери Лоррейн и играет на гитаре вместе с группой на школьном балу, попадая по музыкальным нотам, чтобы его родители Джордж и Лоррейн поцеловались. 
На последнем уровне Марти получает возможность управлять машиной времени DeLorean на ночной улице. Он должен уклоняться от ударов молний и препятствий и ускориться таким образом, чтобы достичь 88 миль (142 км) в час именно в конце этапа, чтобы перенести Макфлая обратно в 1985 год. Если Марти теряет все свои жизни, игроку показывается надпись «Не повезло, Марти! Похоже, ты застрял здесь». Игроку также предоставляется это сообщение, если Марти не успевает разогнать DeLorean до 88 миль в час к тому моменту, когда он достигнет проводов, независимо от того, сколько жизней у него осталось.

## Разработка и выпуск
Разработкой Back to the Future занималась австралийская студия Beam Software, а изданием — американская компания-производитель LJN, известная низкокачественной игровой продукцией по фильмам в 1980-е года. В игре звучит всего две песни из фильма. Первая — это ускоренная версия «The Power Of Love», которая играет на протяжении большей части игры; другая — «Johnny B. Goode» на уровне с гитарой. Back to the Future вышла в Северной Америке в сентябре 1989 года. Для телевидения была создана реклама, в которой родители игрока, а потом — и он сам, исчезают так же, как на семейном снимке. По мнению Джо Джубы из Game Informer, она «ужасно точно показывает, насколько игра невыносима».
Сценарист трилогии Боб Гейл назвал игру «одной из худших» (англ. one of the worst games ever) и даже рекомендовал поклонникам фильма не покупать её. По словам Гейла, студия отказалась от его поправок на стадии разработки. Когда ему показали игру, он попросил внести коррективы, но ему ответили, что уже слишком поздно что-то менять. Когда Гейл узнал, что игра создавалась под руководством LJN, он был поражён, ведь знал, что «они никогда не делали хороших игр». Боб неоднократно рекомендовал им поговорить с Konami, Sega или кем-либо ещё, кто лучше разбирается в создании видеоигр. По воспоминаниям Гейла, люди из компании ему ответили: «Ну нет, у Universal есть сделка с LJN. Мы владеем частью компании. Вот почему мы это делаем».

## Отзывы
Back to the Future получила отрицательные отзывы не только от Боба Гейла, но и от критиков. Чаще всего игру осуждали за несхожесть с фильмом, плохую графику, звук и управление. Многие критики пожаловались на раздражающую и вечно повторяющуюся музыку. 
Лиза Фойлз из Kotaku посчитала очень странным выпуск игры через 4 года после выхода оригинального фильма. Один из редакторов сайта NES Archives под псевдонимом «Agent K» считает, что, несмотря на статус «одной из худших игр всех времён», в ней есть свои плюсы. В частности, он положительно оценил игровой процесс и управление. Автор из Wizard Dojo указал на то, что игровой Марти не похож на настоящего, а также пошутил, что Back to the Future троллила игроков до того, как это стало мейнстримом. 
Аарон Бирч из Den of Geek назвал игру ужасной, а один из уровней, где Марти должен бросать напитки в противников, когда они подходят к стойке кафе — прямой копией Tapper. Авторы сравнили Back to the Future с аркадой Paperboy 1985 года.